# Yu Hui
Yu Hui, född 31 mars 1980, är en kinesisk bågskytt. Hon deltog vid olympiska sommarspelen 2000.